# 下山貞明
下山 貞明（しもやま さだあき、1927年〈昭和2年〉7月 - 2010年〈平成22年〉9月4日）は、日本の政治家、元横浜市港南区長。

## 来歴
早稲田大学法学部卒、1980年代に横浜市港南区長を務める。1990年に横浜スペイン協会初代会長に就任。1993年当時、スペインで活動していた画家春田美樹（病により余命わずかであった）の桜植樹の願いを実現するためにスペイン・アンダルシア地方ロンダ市に日本の桜を植樹した。サルスエラ（歌と舞踊と芝居が一体したスペインの伝統的な舞台芸術）『ロンダに咲いた桜Los Cerezos de Ronda』(原案：中村瑛子 脚本演出桜田ゆみ)として歌劇化された。2010年9月4日死去。

## 叙勲
- 2000年スペイン国王ホアンカルロス一世より　イサベル女王勲章オフィシャル十字型章（スペイン語版、英語版）